# Гуадалупе-Маунтинс (национальный парк)

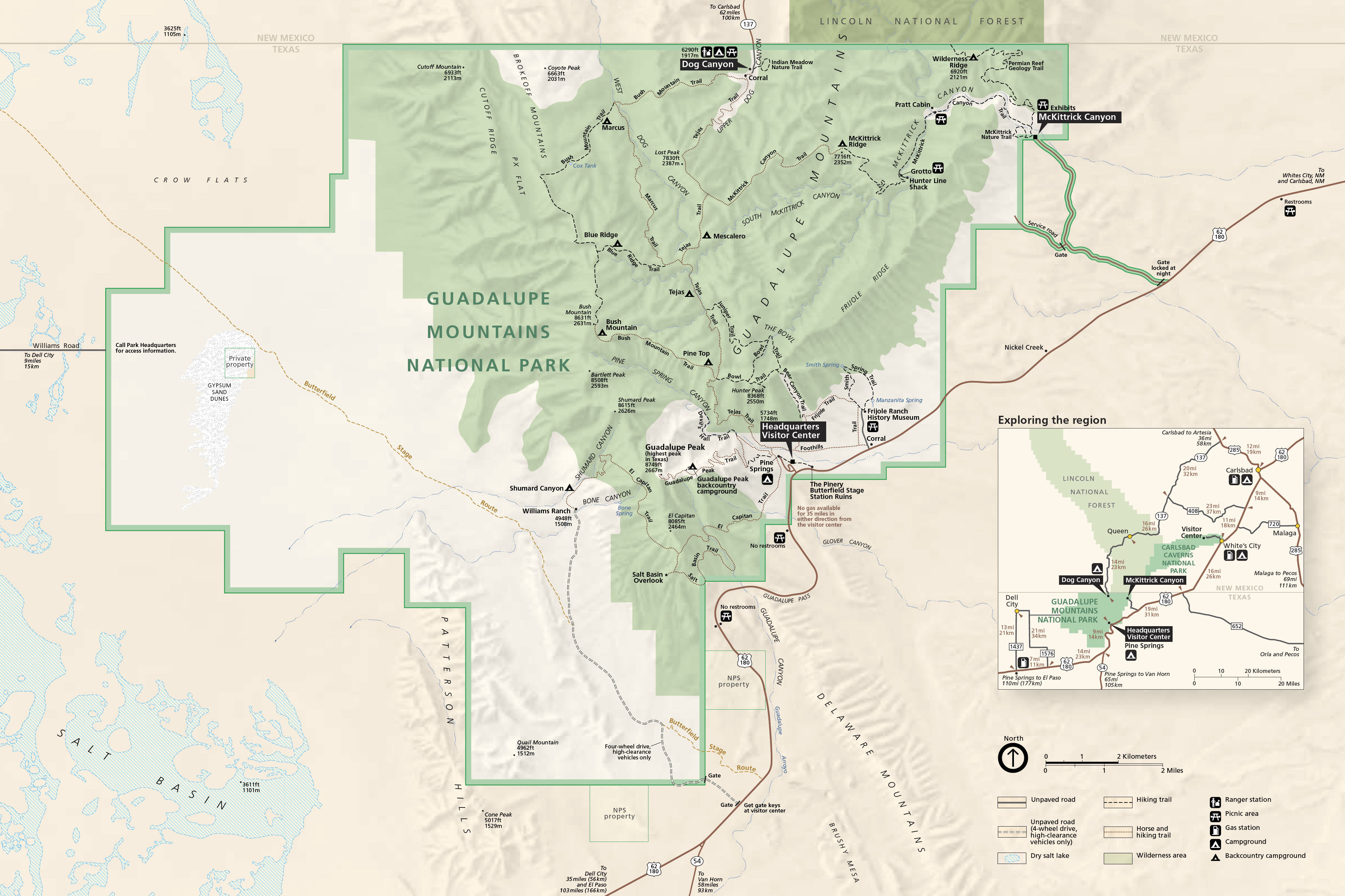
Карта парка

Гуадалупе-Маунтинс (англ. Guadalupe Mountains National Park) — национальный парк, расположенный на территории округов Калберсон и Хадспет штата Техас (США).

## История
Национальный парк Гуадалупе-Маунтинс открыт 30 сентября 1972 года, согласно указу президента США Линдона Джонсона от 15 октября 1966 года.

## Описание
Национальный парк Гуадалупе-Маунтинс расположен в горах Гуадалупе у границы штата Техас с Нью-Мексико. На территории парка расположена наивысшая точка штата — Гуадалупе-Пик (2667 м), а также известная гора Эль-Капитан.
К парку можно добраться через центр для посетителей Пайн-Спрингс (с кемпингом), расположенный на юго-востоке парка на трассе 62/180; также есть ещё два подъезда к паркуː Мак-Киттрик-каньон (севернее Пайн-Спрингс на ответвлении трассы 62/180) и Дог-каньон (с кемпингом и домиком рейнджера; со стороны Нью-Мексико на дороге 137). По территории парка располагаются площадки для кемпинга и пикника.
На севере к парку примыкает национальный лес Линкольн, основанный 26 июля 1902 года, площадью 4467,31 км².

## Природа
Природные условия парка представлены тремя экосистемамиː (1) равнины, где с запада на восток ландшафт пустынь (соляная — солончаковое понижение; и травянистая — места произрастания кустарников Ларрея трёхзубчатая) сменяется лесами сосны и можжевельника; (2) возвышенности с каньонами (Мак-Киттрик, Бэр, Пайн-Спрингс), где растут такие породы деревьев клён, ясень и дуб; (3) горы (высоты от 2000 м), укрытые сосновыми лесами и частично осиновыми гаями.